# Todestage
Todestage (рус. Дни смерти) — десятый студийный альбом немецкой блэк-дэт-группы Eisregen.

## Список композиций
| №   | Название                                    | Длительность |
| --- | ------------------------------------------- | ------------ |
| 1.  | «Waldgott»                                  | 6:33         |
| 2.  | «Todestag»                                  | 3:40         |
| 3.  | «DSDSL (Deutschland sucht die Superleiche)» | 4:36         |
| 4.  | «Höllenfahrt»                               | 4:04         |
| 5.  | «Lang lebe die Nadel»                       | 5:24         |
| 6.  | «Familienbande: Vater Tod & Mutter Nacht»   | 3:35         |
| 7.  | «Oh wie sie schrie»                         | 4:12         |
| 8.  | «Mitternacht»                               | 4:33         |
| 9.  | «Oststern am Narbenhimmel»                  | 4:28         |
| 10. | «Tot / Untot»                               | 4:02         |
| 11. | «Seele mein»                                | 5:26         |

## Над альбомом работали

### Участники группы
- Roth — вокал, лирика
- Yantit — ударные, программирование
- Lenz — гитары
- Franzi — клавишные
- West — бас

### Приглашённые музыканты
- Martin Schirenc — Guitars (Track 3)
- Frau N. Feind — Brache

### Прочие
- M. Stock — Recording, Mastering, Mixing
- Yantit — Cover art, Logo, Design
- Thomas Adorff — Photography
- Peter Pitsch — Photography